# Ягупова Аліна Олександрівна
Аліна Олександрівна Ягупова (нар. 9 лютого 1992, Дніпро) — українська баскетболістка, яка грає на позиції форварда. Капітан збірної України. Аліна Ягупова стала найкращою гравчинею туру кваліфікації чемпіонату Європи 2019 року і MVP (англ. most valuable player — найцінніший гравець) Євроліги-2020.

## Біографія
Аліна Ягупова народилася в Дніпрі, 9 лютого 1992 року.
Баскетболом почала займатися ще в п'ятирічному віці. У підсумку закінчила в Дніпрі баскетбольну ДЮСШ №5.
Виступала за дніпровську баскетбольну команду "Дніпро", і "Регіну-Баскет-Бар", потім перейшла в баскетбольний клуб Кропивницького "Єлисавет-Баскет".
Пізніше стала однією з найуспішніших українських баскетбольних легіонерок. Виступала за турецькі клуби, а також стала першою українкою, яка підписала контракт з однією з команд, що грають в американській NBA – "Лос-Анджелес Спаркс" (саме цей клуб завоював першість NBA в 2016 році).
Крім того, Аліна Ягупова виступає в складі жіночої національної збірної України з баскетболу – граючи на позиції нападника, вона також є капітаном української збірної.
Аліна Ягупова була одним з найрезультативніших гравців в Євролізі під час своїх виступів за "Фенербахче". Крім того, Ягупова була безумовним лідером по середній результативності в Євролізі, на її рахунку 20,2 очка за гру. 
У 2024 році Ягупова допомогла Валенсії захистити титул і продовжила контракт з клубом на сезон 2024/25 — українка гратиме у складі чемпіонок Іспанії і в наступному чемпіонаті.

## Сім'я
Сестра Аліни займалася баскетболом, і вона ходила до неї на тренування, де їй дуже подобалося. Також вона займалася дзюдо, але остаточний вибір зробила на користь баскетболу.

## Титули
Чемпіонські титули
- Чемпіонка України (2): 2010, 2014
- Чемпіонка Казахстану (2): 2015, 2016
- Чемпіонка Франції (1): 2017
- Чемпіонка Туреччини (3): 2021, 2022, 2023
- Чемпіонка Євроліги (1): 2023[3]
- Чемпіонка Іспанії (1): 2024[4]

Кубки та Суперкубки
- Володарка Суперкубка Туреччини (1): 2019
- Володарка Кубка Туреччини (1): 2020
- Володарка Кубка Іспанії (1): 2024

Індивідуальні спортивні титули
- MVP Кубку Туреччини (1): 2020
- MVP Євроліги (2): 2020, 2021

## Нагороди
- Орден княгині Ольги III ст. (8 березня 2021) — за значний особистий внесок у соціально-економічний, науково-технічний, культурно-освітній розвиток Української держави, зразкове виконання службового обов'язку та багаторічну сумлінну працю[5].
- У 2019 році увійшла в топ-100 найуспішніших жінок України за версією журналу "Новое время".